# José Celestino Soares
José Celestino Soares (28 de agosto de 1883 — ?) foi um dos pioneiros da radiodifusão e da realização de cinema em Portugal. Foi ator cinematográfico e participou na realização de diversos filmes portugueses.

## Biografia
Estudou na Escola Politécnica de Lisboa e esteve ligado aos começos das emissões radiofónicas, com carácter experimental, e da produção cinematográfica em Portugal. Em 1902, ainda estudante da Escola Politécnica de Lisboa, fez os primeiros ensaios com um emissor amador de TSF realizados em Portugal.
Listado por Fernando Pessoa por volta de 1921 como possível subscritor do capital da Olisipo, juntamente com Celestino Soares, um seu quase homónimo. Foi um dos criadores, e seu director-geral, da Lusitânia Film, liderando um grupo de jovens empreendedores que quiseram implantar uma empresa que operasse ao nível dos três sectores chave do cinema: a produção, a distribuição e a exibição. O núcleo da sociedade foi composto por Celestino Soares, com dotes de organizador, Luís Reis Santos e Júlio Fernandes Potes, que obteve o apoio financeiro das tias, latifundiárias alentejanas, para o empreendimento.
Foi, em 1938, actor no filme A Canção da Terra e, na década de 1940, em Feitiço do Império, Porto de Abrigo e Camões. Foi assistente de produção dos filmes O Pátio das Cantigas, Amor de Perdição e assistente de realização em Camões. Em 1941 era secretário das Produções António Lopes Ribeiro.